# Letícia Román
Letícia Román, nacida Letizia Novarese (Roma, 12 de agosto de 1941), es una actriz de cine italiana.

## Biografía

### Primeros años
Román nació Letizia Novarese en Roma en 1941. Era hija del guionista y diseñador de vestuario Nino Novarese y de la actriz de teatro Giuliana Gianni.
Educada por tutores, Roman recibió el equivalente a una educación secundaria estadounidense. Habla cinco idiomas con fluidez.
Román dijo que sus padres no querían que ella fuera actriz, pero después de llegar a Hollywood, comenzó a estudiar actuación con Sandy Meisner. Estudió con Gladys Vogeler para disminuir su acento.

### Carrera profesional

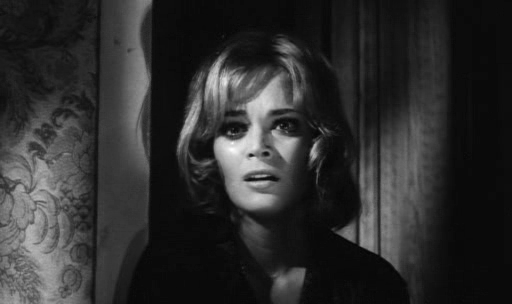
Román en La muchacha que sabía demasiado (1963).

Román comenzó su carrera cinematográfica con un pequeño papel en la película de Elvis Presley G.I. Blues, donde interpretó el papel de Tina. Román tuvo su primer papel protagónico en la película La muchacha que sabía demasiado (1963), donde interpreta a Nora Davis, una mujer obsesionada con el misterio que cree haber presenciado un asesinato. Después de completar la película, Román se fue a Alemania donde hizo varias películas, incluyendo Fanny Hill de Russ Meyer.

### Años posteriores
Román se retiró de la actuación luego de casarse con Peter Anthony Gelles, con quien tuvo un hijo, nacido en 1973. Según el actor John Saxon, Román luego trabajó brevemente en el negocio inmobiliario en Los Ángeles.

## Filmografía

### Cine
- G.I. Blues (1960)
- Pirates of Tortuga (1961)
- Gold of the Seven Saints (1961)
- I lancieri neri (1962)
- Poncio Pilatos (1962)
- La muchacha que sabía demasiado (1963)
- Fanny Hill (1964)
- Heirate mich, Chéri (1964)
- Die schwedische Jungfrau (1965)
- Die Herren (1965)
- Das Liebeskarussell (1965)
- An der Donau, wenn der Wein blüht (1965)
- Old Surehand 1. Teil (1965)
- Comando de asesinos (1966)
- The Spy in the Green Hat (1967)

### Televisión
- F Troop (1966, episodio «La Dolce Courage») como Gina Barberini.
- El agente de CIPOL (1966, episodio «The Concrete Overcoat Affair» partes I y II) como Pia Monteri.
- I Spy (1967, episodio «Casanova from Canarsie») como Consuela.
- Mannix (1967, episodio «Make It Like It Never Happened») como Stella Scott.
- Run for Your Life (1967, episodio «The Naked Half-Truth») como Susanne.
- The Big Valley (1967, episodio «Explosion!: Part 1») como Michelle de Lacaise.
- The Andy Griffith Show (1968, episodio «Mayberry R.F.D.») como Sophia Vincente